# Drapeau de Maastricht
Le drapeau de Maastricht, en néerlandais vlag van Maastricht et en maastrichtois vlag vaan Mestreech, est le drapeau officiel de la ville de Maastricht.

## Histoire
Le premier drapeau de Maastricht date de 1415 et était rouge avec une bande verte ou blanche.
La plus ancienne représentation du drapeau actuel date de 1545 et montre une enseigne tenant un drapeau avec un pigeon avec le rameau d'olivier. Cette représentation se retrouve dans le Wappenbuch von Meister IK (« Armorial de maître IK ») de Francfort-sur-le-Main.
À l'occasion de la paix de Westphalie, le drapeau de la ville est décrit comme « rouge avec une étoile blanche ». Il est resté en usage depuis.
En 1917, les Maastrichtois trouvaient ennuyeux que leur drapeau ressemble au drapeau de la Russie communiste. Le 2 décembre 1938, le collège des bourgmestre et échevins a donc décidé que le drapeau serait composé de deux bandes horizontales, parallèles et de hauteur égale blanche et rouge (en haut et en bas respectivement).
Depuis 1993, le Conseil municipal a décidé de rétablir l'ancien drapeau de la ville. Selon la définition du Haut Conseil de la Noblesse, le drapeau est « rouge avec une étoile blanche à cinq branches dont la hauteur est égale à 3:5 de la hauteur du drapeau. Le rapport entre la hauteur et la longueur du drapeau est de 2:3 ». L'étoile à cinq branche est placée de telle sorte que l'espace en entre le haut du drapeau et le haut de l'étoile représente 9:11 de la l'espace entre le bas de l'étoile et le bas du drapeau.

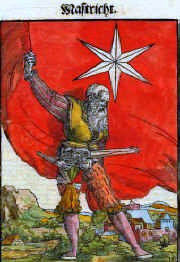
Wappenbuch von Meister IK.
Le drapeau de Maastricht entre 1938 et 1993, similaire au drapeau polonais.

## Sources

## Compléments